# Sinkfal
 (août 2024).
 (août 2024).
Si vous disposez d'ouvrages ou d'articles de référence ou si vous connaissez des sites web de qualité traitant du thème abordé ici, merci de compléter l'article en donnant les références utiles à sa vérifiabilité et en les liant à la section « Notes et références ».
Le Sinkfal (en latin Sincfala, en néerlandais Sincfal ou Zinkfal, en frison Sinkfal) était une zone de chenaux, de bancs de sable, de marais salants et d'îles pendant le Haut Moyen Âge, il subsiste aujourd'hui un vestige dans une voie d'eau traçant la frontière entre la Belgique et les Pays-Bas près du Zwin (qui doit être distingué du Sinkfal), à l'ouest de Cadzand. 
La Loi des Frisons (VIIIe siècle) indique  que la Frise s'étendait entre le Sinkfal et la Weser.